# Nokia N96
Nokia N96 là chiếc điện thoại thông minh thuộc dòng Nseries của hãng Nokia. Đây là phiên bản kế tiếp của Nokia N95.
N96 được chính thức ra mắt vào tháng 2 năm 2008 tại Mobile World Congress được tổ chức ở Barcelona và bắt đầu được phân phối trên thị trường vào tháng 9 năm 2008 tại Châu âu, Trung Đông và Châu Á-Thái Bình Dương. Phiên bản dành cho thị trường Hoa Kỳ và Trung Quốc được ra mắt trong thời gian ngắn sau đó. Sản phẩm được bán ở thị trường Anh Quốc là vào ngày 1 tháng 10 cùng năm. Tuy nhiên, vào ngày 24 tháng 9, chiếc điện thoại này đã được bày bán trong một cửa hàng Nokia tại thủ đô Luân Đôn.